# 西新井 (越谷市)
西新井（にしあらい）は、埼玉県越谷市の大字。郵便番号は343-0855。

## 地理
埼玉県の東部地域で、越谷市の西部に位置する。末田用水が東部を、幹線排水路が中央部を、末田落し（準用河川）や五才川が西部をそれぞれ南北に流れる。また、末田用水から出羽堀が地内の三ツ又堰で分水する。地内は南部は主に耕地整理された農地である。北部は国道463号沿道を中心に民間施設や民家が多く立地する。

## 歴史
かつては西新井村だった。
- 1889年（明治22年）4月1日 - 町村制施行により、南荻島村、小曽川村、野島村、砂原村、北後谷村、西新井村、長島村が合併し南埼玉郡荻島村の大字西新井となる。
- 1954年（昭和29年）11月3日 - 南埼玉郡越ヶ谷町、大沢町、新方村、桜井村、大袋村、出羽村、蒲生村、大相模村、増林村と合併し越谷町の大字となる。
- 1958年（昭和33年）11月3日 - 越谷町が市制施行し越谷市の大字となる。

## 世帯数と人口
2023年（令和5年）1月1日現在の世帯数と人口は以下の通りである。
| 大字   | 世帯数  | 人口  |
| ------ | ------- | ----- |
| 西新井 | 428世帯 | 935人 |

## 小・中学校の学区
市立小・中学校に通う場合、学区は以下の通りとなる。
| 番地 | 小学校             | 中学校           |
| ---- | ------------------ | ---------------- |
| 全域 | 越谷市立荻島小学校 | 越谷市立西中学校 |

## 交通

### 鉄道
地域内に鉄道は敷設されていない。最寄り駅は武蔵野線・埼玉高速鉄道東川口駅となっている。地内の県民健康福祉村も当駅が最寄りと案内される。

### 道路
- 国道463号（越谷街道）
- 埼玉県道324号蒲生岩槻線（バイパス）
- 西新井通り

### バス
国際興業バス
- 新越11系統が設定されている。

タローズバス
- 越谷線が設定されている。

## 施設
- 埼玉県立越谷西特別支援学校
- 県民健康福祉村 修景池 - 県民健康福祉村の敷地の西半分（末田用水より西側）が西新井に掛かる
- 立野自治会館
- 西組自治会館
- 石神井神社
  - 石神井公園
- 西教院
- 荻島防災児童公園
- 武南フットボールフィールド（一部）
- 東京電力パワーグリッド西越谷変電所